# Acevedo
Acevedo là một khu tự quản thuộc tỉnh Huila, Colombia. Thủ phủ của khu tự quản Acevedo đóng tại Acevedo Khu tự quản Acevedo có diện tích 633 ki lô mét vuông. Đến thời điểm ngày 28 tháng 5 năm 2005, Acevedo có dân số 17628 người.